# 尹国
尹 国（いん こく、生年不詳 - 398年）は、五胡十六国時代の人物。

## 生涯
前秦に仕え、将軍に任じられていた。
383年11月、前秦の冠軍将軍慕容垂は反乱を起こした丁零族の鎮圧と先祖の陵廟へ詣でると称し、鄴に向かいたいと申し出た。前秦の天王苻堅はこれを容れ、尹国・将軍李蛮・閔亮に3千の兵を与えて慕容垂につかせた。
北魏に仕え、右軍将軍に任じられた。
398年1月、冀州で租税取り立てを監督していた。魏王拓跋珪が北方に帰ると聞き、信都を襲撃しようと目論むが、安南将軍長孫嵩に捕らえられ殺害された。